# ريتشارد الفونسوس أوكونور
ريتشارد الفونسوس أوكونور هو كاهن كاثوليكي كندي، ولد في 13 يناير 1838 في ليستاول ‏ في جمهورية أيرلندا، وتوفي في 23 يناير 1913.